# Fenantridina
A Fenantridina é um composto heterocíclico cuja estrutura é a base dos corantes fluorescentes que se ligam ao DNA por intercalação (química). Como exemplos destes corantes, podem-se citar o brometo de etídio e o brometo de propídio. Também a acridina apresenta semelhança estrutural.
A fenantridina foi sintetizada pela primeira vez por Amé Pictet e H. J. Ankersmit em 1891 pela pirólise do produto de condensação do benzaldeído com a  anilina .
Na reação de Pictet-Hubert (1899), o composto é formado a partir da reação do composto de adição do formaldeído com a 2-aminobifenila con cloreto de zinco a temperatura elevada. .
As condições de reação foram aperfeiçoadas por Morgan e Wells em 1931, utilizando como agente condensante o oxicloreto de fósforo . Por este motivo a reação é também denominada Reação de Morgan-Walls. 
Esta reação de assemelha às reações de Bischler–Napieralski e de Pictet–Spengler. 

## Propriedades
A fenantridina é um sólido cristalino castanho escuro. A fenantridina e seus derivados são bases terciárias que formam sais monoácidos . Alguns de seus derivados ocorrem naturalmente como alcalóides, tal como a Fagaronina, encontrada em plantas da família das Amaryllidaceae. É também a base estrutural de fármacos como o Isometamidium.